# Bee Gees Greatest
Bee Gees Greatest là một album tuyển tập của ban nhạc pop/rock Bee Gees. Được RSO Records phát hành vào tháng 10 năm 1979, album là một tập hợp các bài hát của nhóm từ năm 1975 đến năm 1979. Một phiên bản chỉnh sửa lại và mở rộng của album đã được Reprise Records phát hành vào năm 2007.

## Nội dung
Album phát hành ban đầu là một album đôi, với viền album và nhãn có chụp hình ảnh của mỗi anh em Gibb trên nhãn và cả ba anh em ở mặt 4, trong khi mỗi viền của đĩa đều được trang trí bằng các logo Bee Gees Greatest. Mặt 1 chứa các bài hát disco "Jive Talkin'", "Night Fever", "Tragedy", "You Should Be Dancing" và "Stayin' Alive". Mặt 2 chứa các bài ballad "How Deep Is Your Love", "Too Much Heaven", "Love So Right", "(Our Love) Don't Throw It All Away" and "Fanny (Be Tender with My Love)". Mặt 3 gồm các bài mặt B và các bài hát "If I Can't Have You", "You Stepped Into My Life", "Love Me", "More Than a Woman" và "Rest Your Love on Me". Mặt 3 cũng có các bài hát được hát lại của các ca sĩ khác. Mặt 4 có các bài hát "Nights on Broadway", "Spirits (Having Flown)", "Wind of Change", "Love You Inside Out" và "Children of the World".

## Bảng xếp hạng
| Chart (1979–1980)                     | Peak position |
| ------------------------------------- | ------------- |
| Australian Albums (Kent Music Report) | 1             |
| Canadian Albums (RPM)                 | 4             |

| Chart (2007)               | Peak position |
| -------------------------- | ------------- |
| French Compilations (SNEP) | 5             |